# Breutelia stenodictyon
Breutelia stenodictyon là một loài rêu trong họ Bartramiaceae. Loài này được Renauld & Cardot Broth. mô tả khoa học đầu tiên năm 1904.